# Joseph Chavarría
Joseph Eladio Chavarría Rodríguez (San José, 14 de octubre de 1992), es un ciclista profesional costarricense.
Ganó la Vuelta al Táchira, y ha participado en Vuelta de la Juventud Costa Rica, Vuelta a Nicaragua, Vuelta a Guatemala, Vuelta a Costa Rica y otras competencias nacionales.

## Palmarés
2009
- 2.º en el Campeonato de Costa Rica en Ruta Junior

2012
- 1 etapa de la Vuelta de la Juventud Costa Rica
- 1 etapa de la Vuelta a San Carlos
- 1 etapa de la Vuelta a Nicaragua

2013
- 1 etapa de la Vuelta a Guanacaste
- 1 etapa de la Vuelta a Occidente

2014
- 2.º en el Campeonato de Costa Rica en Ruta
- Vuelta de la Juventud Costa Rica, más 2 etapas
- 1 etapa de la Vuelta Higuito

2015
- 2 etapas de la Vuelta a Costa Rica

2016
- Clasificación General de la Vuelta al Táchira
- Campeonato de Costa Rica en Ruta

2018
- Campeonato de Costa Rica en Ruta

## Equipos
- 2013  JPS Giant
- 2014  JPS Giant
- 2016  Nestlé Giant